# Joquicingo de León Guzmán
Joquicingo de León Guzmán är ett samhälle i delstaten Mexiko i Mexiko, och administrativ huvudort i kommunen Joquicingo. Orten är döpt efter den mexikanska politikern León Guzmán, född i närliggande Tenango del Valle. Joquicingo de León Guzmán hade 4 033 invånare vid folkräkningen år 2010.